# Стойческу, Константин
Константин Стойческу (15 января 1852, Плоешти — 10 мая 1911, Бухарест) — румынский адвокат, журналист, политик, дипломат, редактор, государственный и общественный деятель Королевства Румыния.

## Биография
Представитель многочисленного рода молдавской знати Стойческу.
Изучал право в Парижском университете, где в 1876 году получил степень доктора философии в области права. Вернувшись в Румынию, работал в качестве судьи и председателя Коммерческого суда в Бухаресте (1876—1877). Затем был назначен первым секретарём румынского посольства в Париже (1877—1878).
По возвращении в Румынию, работал прокурором в Бухарестском апелляционном суде.
В 1881 году начал политическую карьеру, став членом Национальной либеральной партии Румынии.
С 1883 года избирался депутатом парламента.
С 4 октября 1895 по 21 ноября 1896 года занимал кресло министра общественных работ в правительстве Димитре Стурдза.
С 21 ноября 1896 до 26 марта 1897 года работал министром иностранных дел в правительстве Петре Аурелиана.
Дважды, 1 октября 1898 — 30 марта 1899 года и 14 февраля 1901 — 18 июля 1902 года был министром юстиции Румынии.
С 18 июля по 22 ноября 1902 года вновь работал в должности министра общественных работ.
22 ноября 1902 — 14 декабря 1904 года — министр сельского хозяйства, промышленности, торговли и интеллектуальной собственности в правительстве Димитре Стурдза.
Автор нескольких брошюр, содержащих его речи и мнения по политическим и правовым вопросам: Discuţiunea răspunsului la mesagiul Coroanei (1888), Afacerea Bedmar (1892), Ilegalităţile comise de ministerul de Război J. Lahovary (1894), Casa Rurală (1908), Reforma organizãrii judecătoreşti (1909).
Редактировал газету «L’Independance Roumaine».